# سينيكا (مقاطعة شاوانو)
سينيكا، مقاطعة شاوانو (بالإنجليزية: Seneca, Shawano County, Wisconsin)‏ هي بلدة تقع بولاية ويسكونسن في الولايات المتحدة. تبلغ مساحتها 94.9 (كم²)، وترتفع عن سطح البحر 295 م، بلغ عدد سكانها 567 نسمة في عام 2000 حسب إحصاء مكتب تعداد الولايات المتحدة وتصل الكثافة السكانية فيها 6 نسمة/كم2.

## وصلات خارجية
- The US50 - Cities and Towns in Wisconsin State
- Wisconsin Cities and Towns, Facts, Map, Flag, Colleges, Government, and More